# Ernst-Moritz-Arndt-Gymnasium (Bergen)
Das Ernst-Moritz-Arndt-Gymnasium in Bergen auf Rügen ist ein Gymnasium mit dem Prädikat Europaschule. 1913 als Realschule gegründet, trägt es den Namen von Ernst Moritz Arndt, einem Dichter der napoleonischen Zeit. Das mit der Klasse 7 beginnende Gymnasium ist eine der größten Schulen in Mecklenburg-Vorpommern, zeichnet sich durch ein breites Angebot von Kursen aus und bietet ein Ganztagsprogramm an. Das Ernst-Moritz-Arndt-Gymnasium bietet neben Englisch die weiteren Fremdsprachen Französisch, Spanisch und Latein an. Die Schule besuchen etwa 900 Schüler. Für die Insel sind die langen Anfahrtzeiten der Schüler markant, der längste Schulweg (über 44 km) geht von Dranske nach Bergen.

## Schulgelände
Das Schulgelände umfasst fünf Gebäude (Altbau, Fachgebäude, Anbau, Mensa und Sporthalle). Die Schule wurde 1995 um ein sechsgeschossiges Fachgebäude mit großer Glasfront erweitert. Daneben besteht ein altes Fachgebäude aus der Gründungszeit und eine Baracke, deren Ausbau 2011 abgeschlossen wurde. 
Im Jahr 2001 wurde die Schule um die größte Sporthalle der Insel Rügen ergänzt. 2006 wurde zwischen dem Hauptgebäude und dem Fachgebäude ein Atrium errichtet. Außerdem wurde der Dachstuhl ausgebaut, der eine Galerie und eine Kuppel für astronomische Beobachtungen beherbergt.

## Titel, Kooperationen und Veranstaltungen
Das Ernst-Moritz-Arndt-Gymnasium trägt den Titel Europaschule. 2004 wurde es als Umweltschule in Europa ausgezeichnet. Es beteiligt sich regelmäßig am four-corners-project, bei dem sich Schüler aus Deutschland, Dänemark, Schweden und Polen treffen und diskutieren sowie Veranstaltungen organisieren.
Es gibt Partnerschulen in Frankreich, Kolumbien, Polen, Dänemark sowie zwei in Schweden.

## Schulgeschichte
Der Schulgründung als Realschule am 1. April 1913 ging eine lange Bemühung um bessere Schulverhältnisse auf der Insel Rügen voraus. Erst die Aufstockung zum Reformrealgymnasium 1930 machte das Abitur möglich, das vorher nur am Pädagogium Putbus oder in Stralsund abzulegen war. 1937 wurde eine Oberschule mit 8-jähriger Schuldauer daraus. Ab 1942 wurden Mädchen aufgenommen. In der SBZ wurde eine vierjährige Oberstufe zum Abitur eingerichtet. In der DDR wurde 1959 eine EOS eingerichtet, zunächst mit den Klassen 9 bis 12, dann ab den 1980ern nur noch mit 11 und 12. Mit der Neugliederung des Schulwesens 1991 wurde das Gymnasium ab Klasse 5 wieder eingerichtet.

## Ehemalige Schüler
- Rolf Berndt, Philologe, Anglist und Hochschullehrer
- Jürgen Berndt, Japanologe